# ليولكا إيه.إل-21
الليولكا إيه.إل-21 هو محرك نفاث ذا سريان محوري من إنتاج الاتحاد السوفيتي استخدم في الطائرات الحربية النفاثة.
دخل المحرك الخدمة في أوائل الستينات من القرن العشرين. تم استخدامه في الطائرة سوخوي-17 وسوخوي-24 والطرازات الأولى للميج-23 وسوخوي تي-10 (النموذج الأولي للسوخوي سو-27). كما استخدمت نسخة غير مزودة بحارق اضافي منه في الطائرة ياكوفليف ياك-38.

## المواصفات

### الصفات العامة
النوع: محرك نفاث مزود بحارق خلفي.
الطول: 5,300 مم.
القطر: 1000 مم.
الوزن الجاف: 1,700 كجم.

### المكونات
المكبس: مكبس سريان محوري من 14 مرحلة.

### الأداء
الدفع:
- 76.4 كيلو نيوتن. (جاف)
- 109.8 كيلو نيوتن. (بالحارق الخلفي)

استهلاك الوقود:
- 77.5 كجم/ (كيلو نيوتن x الساعة). (عند السكون)
- 87.7 كجم/ (كيلو نيوتن x الساعة). (عند أقصى قوة)
- 189.7 كجم/ (كيلو نيوتن x الساعة). (بالحارق الخلفي)

نسبة الدفع إلى الوزن: 64.7 نيوتن/كجم. (1:6.6)
العمر الافتراضي: 1,800 ساعة.

## قوائم ذات صلة
- قائمة محركات الطائرات